# 森村尚登
森村 尚登（もりむら なおと）は、日本の医学者、医師。専門は、救急医学、集中治療医学、麻酔科学、災害医学。学位は、医学博士。
東洋大学情報連携学学術実業連携機構特任教授。元帝京大学主任教授、元東京大学教授、元横浜市立大学主任教授。

## 略歴
- 1986年 - 横浜市立大学医学部医学科卒業[1]
- 1988年 - 日本医科大学付属病院救命救急センター助手[2]
- 1990年 - 横浜市立大学医学部付属浦舟病院救命救急センター・集中治療部[3]
- 1991年 - 横浜市立大学医学部付属浦舟病院救命救急センター助手[4]
- 1997年 - フランス院外救急医療支援組織 (SAMU) パリ本部留学[1]
- 2002年 - 国立横浜病院救命救急センター副センター長[1]
- 2003年 - 帝京大学医学部救急医学講座講師[1]
- 2007年 - 帝京大学医学部救急医学講座准教授[1]
- 2010年 - 横浜市立大学医学部救急医学教室主任教授、横浜市立大学附属市民総合医療センター高度救命救急センター部長[1]
- 2016年 - 東京大学大学院医学系研究科救急医学分野教授、東京大学医学部附属病院救急科科長・救命救急センター長
- 2021年 - 帝京大学医学部救急医学講座主任教授、帝京大学医学部附属病院救急科科長[1]
- 2024年 - 東洋大学情報連携学学術実業連携機構特任教授